# Kerispatih
Kerispatih – indonezyjski zespół muzyczny z Dżakarty, wykonujący pop-rock i rock alternatywny.
Został założony w 2003 roku w składzie: Badai, Anton, Arief i Andika. Po występie w Farabi Sunday na miejsce wokalisty przyjęto Sammy’ego. Ich pierwszy album wydany nakładem Nagaswara wyszedł w 2005 roku i został zatytułowany Kejujuran Hati. Wcześniej zajmowali się wykonywaniem indonezyjskiej muzyki etnicznej, a decyzję o przejściu gatunkowym na muzykę pop podjęli z myślą dotarcia do szerszego grona odbiorców.
W 2010 roku Sammy został aresztowany za posiadanie narkotyków i zmuszony do odejścia do zespołu. Na miejsce wokalisty wstąpił Fandy Santoso, finalista programu Indonesian Idol. Basista Andika zmarł w 2018 roku.
Na swoim koncie mają trzy platynowe płyty.

## Dyskografia[3]
- Gulalikustik (2004) – kompilacja
- Kejujuran Hati (2005)
- Kenyataan Perasaan (2007)
- Tak Lekang Oleh Waktu (2008)
- Semua Tentang Cinta (2009)
- Kerispatih and Friends (2010) – kompilacja